# Трощанка
Трощанка (укр. Трощанка) (другие названия — Тростянка, Зелёный) — река в Яворовском районе Львовской области Украины. Левый приток реки Сечня (бассейн Вислы).
Длина реки 16 км, площадь бассейна 75 км². Русло слабоизвилистое. Пойма местами заболочена. Построены несколько прудов.
Истоки расположены к западу от села Мышлятичи. Течёт сначала на восток и северо-восток, затем на север, в селе Волица поворачивает на северо-восток. Впадает в реку Сечня в селе Годыни в нескольких сотнях метров от места впадения Сечни в реку Вишня.
Наибольший приток — Шум (левый).
Населённые пункты вдоль реки (от истока к устью): Мышлятичи, Конюшки, Тщенец, Волица, Годыни.